# Yola Czaderska-Hayek
Yola Czaderska-Hayek, właśc. Jolanta Maria Czaderska-Hayek (ur. 9 czerwca 1945 w Tarnowie) – polska dziennikarka, autorka książek na temat Hollywood, korespondentka filmowa, popularyzatorka sztuki i kultury polskiej w Stanach Zjednoczonych, absolwentka polonistyki na Akademii Pedagogicznej w Krakowie.
Jest jedyną Polką zasiadającą wśród członków Hollywood Foreign Press Association, organizacji co roku przyznającej Złote Globy. Jest prezeską i fundatorką International Star Awards  statuetek przyznawanych od 1992 roku legendarnym artystom filmów westernowych (w formie pozłacanych gwiazd osadzonych na granitowej bryle).
Na stronie Stopklatka.pl prowadziła witrynę Gość Yoli, w której prezentowane były wywiady dziennikarki z osobowościami filmowymi.
W 2008 została odznaczona Srebrnym Medalem „Zasłużony Kulturze Gloria Artis” przyznawanym przez Ministra Kultury oraz nagrodą Amicus Poloniae nadanym przez Ambasadora RP w Waszyngtonie. W 2009 otrzymała od Prezydenta RP Lecha Kaczyńskiego Krzyż Oficerski Orderu Zasługi Rzeczypospolitej Polskiej za szczególny wkład w promocję polskiego kina w Stanach Zjednoczonych.
Zamężna z Edwinem R. Haykiem, pilotem czeskich linii lotniczych. Mieszkają w Belvedere, posiadłości mieszczącej się na wzgórzach Hollywood, tuż pod powszechnie kojarzonym napisem, której właścicielem był niegdyś Rudolf Valentino.